# Thomas Madiou
Thomas Madiou (Puerto Príncipe, 30 de abril de 1815- ibidem, 25 de mayo de 1884) fue un historiador haitiano. Su obra, titulada Histoire d'Haïti (español: Historia de Haití) es la primera historia completa de Haití desde 1492 hasta 1846 (el presente de Madiou). Es considerado como uno de los documentos más valiosos de la historia y la literatura haitianas.  

## Biografía
Thomas Madiou nació en Puerto Príncipe en el seno de una familia acomodada. Cuando cumplió los diez años, su familia lo envió Francia para que se educara en el Real Colegio de Angers (Collège Royal d'Angers). Más tarde estudió en Rennes, Francia y recibió una licenciatura en Letras allí. Luego, asistió a la Facultad de Derecho de París durante dos años, antes de regresar a Haití. Durante su tiempo en Francia, Madiou conoció a Isaac Louverture, el hijo de Toussaint Louverture, el héroe revolucionario de Haití. Supuestamente, este encuentro despertó el interés de Madiou por el pasado de su país, y regresó a Haití con la intención de escribir su historia. Una década más tarde, Madiou publicó tres volúmenes que cubren la historia de Haití desde 1492 hasta 1807 con La editorial Haitiana J. Courtois. Un cuarto volumen (1843-1846) apareció como parte del centenario de Haití en 1904. 150 años después de la impresión inicial del texto, la editorial haitiana, Henri Deschamps, publicó la historia completa, ocho volúmenes que abarcan desde 1492 hasta 1846. 
En Histoire d'Haïti, Madiou continuó el trabajo de autores haitianos anteriores para combatir las representaciones racializadas del pasado de Haití, en particular la fundación del país. Se vio a sí mismo llenando un vacío crucial al escribir la primera historia nacional completa de un autor haitiano. La historia fue valiosa no solo para los haitianos sino para todos los miembros de la diáspora africana. Para construir su historia de múltiples volúmenes, Madiou se basó en gran medida en fuentes escritas en francés; sin embargo, también reconoció la importancia de las historias orales como complemento del archivo escrito. Entrevistó a viejos veteranos de la revolución haitiana durante sus viajes por el país con el general Joseph Balthazar Inginac, secretario general del presidente Jean-Pierre Boyer. Su historia trató de reparar la reputación de los líderes negros de la Revolución Haitiana, especialmente Toussaint Louverture, retratando la lucha como una rebelión justificada contra la terrible opresión de la esclavitud. Esto colocó su trabajo en contraste con la historia escrita por Beaubrun Ardouin, que apareció unos años después de la de Madiou, que trató de colocar la Revolución Haitiana en el contexto de las otras luchas por la independencia en América Latina y negarle un carácter de clase o racial. Ardouin estaba tratando de hacer que Haití encajara en la comunidad de naciones de las Américas en la década de 1830, mientras Madiou enfatizaba lo que lo hacía a Haiti única. 
Además de sus escritos, Madiou ocupó diversos cargos gubernamentales, incluido el de director de la escuela secundaria nacional y ministro plenipotenciario en España. También trabajó como Director de Le Moniteur, la publicación oficial del gobierno, y fue colaborador de la pequeña pero vibrante prensa de Haití. 